# Лазурные небеса
«Лазурные небеса» (тат. Зәңгәрсу күкләр) — жилой комплекс в Казани, являющийся самым высоким зданием в городе. Его высота, согласно одним данным, составляет 121,7 м, согласно другим — 112 м. Строился в 2007—2013 годах, введён в эксплуатацию 29 ноября 2013 года.      
Жилой комплекс «Лазурные небеса» приобрёл мировую известность 21 декабря 2024 года, подвергшись двойной атаке украинских БПЛА, в результате чего от ударов и возникшего пожара пострадала часть стеклянного фасада здания с восточной стороны и некоторые внутренние помещения.     

## Территориальное расположение
«Лазурные небеса» находятся в Советском районе Казани, на территории жилого района «Седьмое небо», на пересечении проспекта Альберта Камалеева и улицы Патриса Лумумбы (адрес: просп. Альберта Камалеева, 1). Здание возведено в рамках поэтапной застройки территории закрытого в начале 2000-х годов аэропорта Казань-2. 

## Архитектура
«Лазурные небеса» позиционируются как жилой комплекс премиум-класса. Характерная особенность данного проекта — почти полное остекление фасада. 
Согласно стандартам немецкой компания Emporis, занимающейся интеллектуальным анализом данных недвижимости, этот жилой комплекс, имеющий высоту 121,7 м (по другим данным — 112 м), соответствует определению небоскрёб (по данным Emporis, минимальная высота небоскрёба — 100 м). Таким образом, в группе самых высоких зданий Казани «Лазурные небеса» являются первым и единственным небоскрёбом города.    
Здание имеет 37 этажей, из которых 35 жилых и два технических (19-й и 37-й). В нижней части также расположен двухэтажный стилобат. Кроме того, имеется три подземных этажа, на которых располагается парковка. План типового этажа здания представляет собой два сегмента круга размером 14,4×52,4 м, сдвинутых по своей продольной оси.
Технические параметры жилого комплекса «Лазурные небеса»:
- Площадь застройки — 2230 м²
- Количество надземных этажей (без учёта стилобата) — 37
- Количество подземных этажей — 3
- Количество квартир — 256
- Общая площадь здания — 66 912,66 м², в том числе:
  - Общая площадь квартирных этажей — 49 284,42 м²
  - Общая площадь первого этажа — 1446,18 м²
  - Общая площадь второго этажа — 1637 м²
  - Общая площадь технических этажей — 3180 м²
  - Площадь подземных этажей — 11 116,5 м²
- Общая квартирная площадь — 38 155,55 м²
- Паркинг жилого комплекса — 275 машин
- Общая площадь подземной автостоянки — 11 116,5 м²

## История строительства
Авторами проекта жилого комплекса «Лазурные небеса» являются Проектная мастерская «Агхай» и Персональная творческая архитектурная мастерская (ПТАМ) Р. Р. Аитовой. За фасадное остекление отвечала компания Alpha Tech. Компанией-застройщиком являлось ООО «Казанское специализированное строительно-монтажное управление „Союзшахтоосушение“», переименованное в 2012 году в ООО «Строительная компания», а вводом здания в эксплуатацию занималось ООО «Доминатус».  
Строительство жилого комплекса «Лазурные небеса» с самого начала сопровождалось проблемами. Инициаторами проекта стали глава Инвестиционной компании «Элемтэ» Закия Шафикова и руководитель ООО «КССМУ „Союзшахтоосушение“» Рустем Зайнуллин. В апреле 2006 года стороны заключили контракт на строительство «Лазурных небес» с общей суммой инвестиций свыше 780 млн рублей. Шафикова предоставила земельный участок и часть инвестиционных средств, а компания Зайнуллина выступила в роли застройщика и соинвестора.  
Строительство началось в 2007 году с проектным сроком сдачи дома в ноябре 2009 года. Но уже в первый год реализации проекта Шафикова вышла из него, обвинив Зайнуллина в неисполнении инвестиционных обязательств. В 2008 году на фоне мирового финансового кризиса строительство было приостановлено из-за проблем с банками-кредиторами. Однако летом 2009 года работы возобновились благодаря реструктуризации долга ООО «КССМУ „Союзшахтоосушение“», которая повлекла увеличение стоимости проекта до 1,5 млрд рублей. Впрочем, проблемы на этом не исчезли, так как вскоре компании Зайнуллина предъявил претензии тольяттинский лизингодатель «СВ-Центрлизинг», которому казанский застройщик задержал платежи. Строительство жилого комплекса вновь остановилось, но было возобновлено в феврале 2010 года благодаря подписанию застройщиком кредитного соглашения с подмосковным Соцгорбанком. В апреле 2011 года Центробанк России отозвал лицензию у Соцгорбанка, который после этого был признан банкротом. В конце 2011 года уже тольяттинский лизингодатель «СВ-Центрлизинг» подал иск на банкротство ООО «КССМУ „Союзшахтоосушение“». Казанский застройщик в итоге попал под начальную фазу банкротства — наблюдение (май 2012 года), но уже под новым названием, как ООО «Строительная компания». Тем не менее строительство жилого комплекса «Лазурные небеса» продолжалось, так как ещё до введения внешнего наблюдения кредит казанскому застройщику в начале 2012 года предоставил московский РосинтерБанк.  
В конце 2013 года строительство жилого комплекса «Лазурные небеса» было завершено, и 29 ноября того же года он был введён в эксплуатацию. Общая стоимость строительства составила свыше 1,8 млрд рублей.

## Атака беспилотников 21 декабря 2024 года
21 декабря 2024 года, на фоне продолжающейся российской агрессии против Украины, Казань была атакована украинскими беспилотниками типа «Лютый». Согласно заявлению Министерства обороны России, они атаковали город тремя волнами с разных направлений с 7:40 до 9:20 часов по московскому времени. При этом военное ведомство отчиталось об уничтожении шести БПЛА: трёх — средствами ПВО, трёх — через подавление системами РЭБ. По заявлению пресс-службы главы Татарстана, всего в Казани было зафиксировано 8 прилётов: один — в сторону промышленного предприятия, один — над рекой, шесть — на жилой массив; во всех случаях обошлось без пострадавших. Был введён режим чрезвычайной ситуации для органов власти и подразделений МЧС. Позже Рустам Минниханов назвал украинскую атаку нападением на мирных жителей. Сообщалось также, что Следственный комитет России по данному факту возбудил уголовное дело по статье о теракте (ст. 205 УК РФ). 
Два из восьми прилётов пришлись на жилой комплекс «Лазурные небеса»: оба удара были нанесены по восточной стороне фасада, в одну зону — в районе 30 этажа. Сначала по дому ударил первый беспилотник, затем второй, после чего возник сильный пожар. Предполагается, что по «Лазурным небесам» должен был ударить и третий беспилотник — на этот раз с западной стороны, который был сбит из автоматического оружия полицейскими и упал на улице Красной Позиции. Издание «The Times of India» отметило, что эта атака была совершена в стиле терактов 11 сентября 2001 года.  
Сразу же после атак беспилотников была проведена эвакуация жителей «Лазурных небес», для которых организовали места временного размещения и горячего питания. К жилому комплексу прибыли руководители республики — глава Татарстана Рустам Минниханов и премьер-министр РТ Алексей Песошин. Недалеко от «Лазурных небес», в здании администрации Советского района г. Казани (ул. Шуртыгина, 1), был организован оперативный штаб.
Через три дня мэр Казани Ильсур Метшин сообщил, что все дома, пострадавшие в ходе атак украинских беспилотников 21 декабря 2024 года, в том числе жилой комплекс «Лазурные небеса», будут восстановлены за счёт резервных фондов Татарстана и столицы республики.  

## Галерея
- Вход в «Лазурные небеса»
- Вид жилого комплекса с северо-восточной стороны
- Вид жилого комплекса с юго-западной стороны
- Вид на «Лазурные небеса» с высотки отеля «Korston»
- «Лазурные небеса» среди окружающей застройки
- Вид жилого комплекса со стороны проспекта Альберта Камалеева